# Ріккардо Джакконі
Ріккардо Джакконі (італ. Riccardo Giacconi; 6 жовтня 1931, Генуя, Італія — 9 грудня 2018) — американський астрофізик італійського походження, член Національної АН США. Лауреат Нобелівської премії з фізики 2002 року; отримав половину премії «за створення рентгенівської астрономії і винахід рентгенівського телескопа». Другу половину премії отримали Раймонд Девіс і Масатосі Косіба «за створення нейтринної астрономії».

## Життєпис
Ріккардо Джакконі народився в сім'ї Антоніо Джакконі, власника невеликої фірми, і його дружини Ельзи Канни Джакконі, вчительки фізики і математики. Коли Ріккардо Джакконі було вісім років, його батьки розлучилися, і він став жити зі своєю матір'ю в Мілані. Після захисту дисертації в 1954 у Міланському університеті, він отримав там місце асистента професора фізики. У 1956 перейшов працювати в університет штату Індіана в Блумінгтоні і в 1958 р. в Принстонський університет. З 1959 року працював в Американській корпорації з науки і техніки (АКНТ) в Кембриджі — компанії, створеної Бруно Россі з метою проводити дослідження на державні кошти. У 1966 був прийнятий до ради директорів фірми та з 1969 став віце-президентом.
У 1970—1972 працював у Гарвардській обсерваторії. У 1973—1983 — професор астрономії Гарвардського університету і керівник відділу астрофізики високих енергій в Центрі астрофізики об'єднаної Гарвардської та Смітсонівської обсерваторії (Кембридж, штат Массачусетс).
З 1983 працював директором Наукового інституту досліджень космічним телескопом і професором університету Джонса Хопкінса в Балтиморі. З 1991 по 1999 був професором фізики й астрономії в Мілані. З 1993—1999 роках був генеральним директором південної європейської обсерваторії в Гархінгу під Мюнхеном. У 1999 повернувся до США і відтоді став президентом Об'єднаних університетів Вашингтона і професором-дослідником в університеті імені Джонса Хопкінса в Балтиморі.
Ріккардо Джакконі одружений з Міреллою Джакконі, яку він знав зі шкільної лави і яка працювала в МТІ перекладачкою. У них дві дочки — Джина і Анна.
Помер 9 грудня 2018 року.

## Досягнення
Робота Джакконі до 1959 характеризувалася серією невдач. За його власними словами він отримав в фірмі АКНТ новий старт і роки роботи в цій корпорації були найпродуктивнішими в його житті. З 1959 по 1962 він брав участь у розробці навантаження 23-х дослідних ракет, шести супутників і одного польоту на літаку. У 1960 Джакконі і Бруно Россі першими запропонували будувати рентгенівські телескопи для астрономії. Керував дослідженнями, що проводилися компанією «Амерікен сайенс енд енджініерінг» спільно з Массачусетським технологічним інститутом.
12-го червня 1962 стартувала висотна дослідницька ракета Aerobee з рентгенівським детектором на борту. Метою ставилося фотографування Місяця в рентгенівському діапазоні. Хоча ця мета не була досягнута — сьогодні відомо, що інтенсивність випромінювання була недостатньою для чутливості тодішніх детекторів — але замість того вдалося виявити яскравий рентгенівський об'єкт у сузір'ї Скорпіона — Скорпіон X-1. Наступним проєктом Джакконі став рентгенівський супутник Ухуру, який було запущено 1970 року й за допомогою якого вперше була проведено повну зйомку неба в рентгенівському діапазоні (від 2 до 6 до Ев). Було знайдено 339 об'єктів. Наступним супутниковим проєктом стала обсерваторія Ейнштейна, запущена 12 листопада 1978.
З 1981 по 1993 Джакконі був відповідальним за розробку та будівництво орбітального телескопа «Габбл».
Джакконі не брав участі в розробці одного з наступних рентгенівських супутників — німецького ROSAT —, однак істотний став його внесок щодо залучення до проєкту американських коштів, серед іншого — він організував його безоплатний запуск. Така діяльність була дуже корисною, бо німецьке міністерство з розвитку досліджень і технологій на той час ставило міжнародне співробітництво як одну з умов фінансової підтримки проєктів.
За заслуги в галузі рентгенівської астрономії, передусім — за відкриття джерела Скорпіон X-1, 2002 року Джакконі нагородили Нобелівською премією з фізики.

## Нагороди
- Стипендіат Фулбрайта, 1956—1958
- Нагорода Гелен Б. Ворнер, Американське астрономічне товариство, 1966
- Приз Комо, Італійське фізичне товариство, 1967
- Премія Рентгена в астрофізиці, фізично-медичне товариство Вюрцбург, 1971
- Медаль NASA за видатні наукові досягнення, 1971
- Нагорода NASA за видатні громадські заслуги, 1972
- Медаль NASA за видатні наукові досягнення, 1980
- Медаль Еліота Крессона, Інститут Франкліна, Філадельфія, 1980
- Медаль Кетрін Брюс, Тихоокеанське астрономічне товариство, 1981
- Премія Денні Гайнеман з астрофізики, Американське астрономічне товариство / Американський інститут фізики, 1981
- Лектор Генрі Норіс Рассела, Американське астрономічне товариство, 1981
- Золота медаль Королівського астрономічного товариства, 1982
- Нагорода Кресса Моррісона з природничих наук, Нью-Йоркська академія наук, 1982[4]
- Премія Вольфа з фізики, 1987
- Нобелівська премія з фізики, 2002
- Національна наукова медаль США, 2003
- Медаль імені Карла Шварцшильда Німецького астрономічного товариства, 2004

На честь науковця названо астероїд 3371 Джакконі